# Етоперидон
Етоперидон (англ. Etoperidone), який продавався під кількома торговими марками — атиповий антидепресант, який був розроблений у 1970-х роках, і або більше не доступний в аптечній мережі, або ніколи не продавався. за хімічною структурою він є похідним фенілпіперазину, близький до тразодону та нефазодону за хімічною структурою, і є антагоністом серотоніну та інгібітором зворотного захоплення серотоніну, подібним до цих препаратів.

## Медичне використання
Етоперидон використовувався або був рекомендований для використання як антидепресант для лікування депресії. Етоперидон може бути корисним як протиотрута від галюциногену, та названий «вбивцею трипу», ефектів галюциногенів та психоделіків, для блокування ефектів серотонінергічних психоделіків, таких як псилоцибін і ЛСД.

## Фармакологія

### Фармакодинаміка
Етоперидон є антагоністом кількох рецепторів у такому порядку активності: 5-HT2A-рецептор (36 нМ) > α1-адренергічний рецептор (38 нМ) > 5-HT1A-рецептор (85 нМ) (може бути частковим агоністом) > α2-адренорецептор (570 нМ); він має дуже слабку або незначну спорідненість до блокування таких рецепторів: D-2-рецептора (2300 нМ) > H1-рецептора (3100 нМ) > мускаринових рецепторів (>35 000 нМ). На додаток до блокади рецепторів, етоперидон також має слабку спорідненість до транспортерів моноамінів: транспортера серотоніну (890 нМ) > транспортера норадреналіну (20 000 нМ) > транспортера дофаміну (52 000 нМ).

### Фармакокінетика
Етоперидон частково метаболізується до мета-хлорфенілпіперазину, що, ймовірно, пояснює його серотонінергічну дію.

## Хімічні властивості
Етоперидон є похідним фенілпіперазину, і хімічно споріднений нефазодону та тразодону.

## Історія
Етоперидон був відкритий вченими з компанії «Angelini», які також відкрили тразодон. Він отримав експериментальні назви ST-1191 і McN-A-2673-11.> МНН «Етоперидон» була запропонована у 1976 році, та рекомендована в 1977 році. Препарат отримав торгові марки в Іспанії («Сентрен» («Esteve») і «Депрасер» («Lepori»)) та Італії («Стафф» («Sigma Tau»)), а також отримав торгові марки «Аксіомін» і «Етонін», але не зовсім зрозуміло, чи він насправді продавався. Фармацевтична енциклопедія виробництва не вказує дати комерційного впровадження цього препарату. Відповідно до «Index Nominum» Micromedex, міжнародного каталогу лікарських засобів, етоперидон дійсно раніше продавався в Іспанії та Італії.

## Суспільство і культура

### Торгові марки
Етоперидон має торгові марки «Аксіомін», «Етонін», «Сентрен», «Депрасер» і «Стафф».

## Дослідження
Етоперидон досліджували для застосування при деменції, та виявився приблизно таким же ефективним, як тіоридазин.